# Live to Tell
Singles de Madonna
Gambler
(1985) Papa Don't Preach
(1986)
Pistes de True Blue
White Heat
(3) Where's The Party
(5)
Live to Tell est une chanson de l'artiste américaine Madonna. Initialement écrite par Patrick Leonard pour le film Fire with Fire, elle est montrée à Madonna qui décide de l'utiliser pour le film Comme un chien enragé (At close range) où joue son mari Sean Penn.
Produite par Patrick Leonard et Madonna pour son troisième album studio True Blue, sorti en 1986, elle apparaît plus tard dans une version remixée sur la compilation The Immaculate Collection, et dans sa forme originale dans la compilation de ballades Something to Remember, et plus récemment dans l'album Celebration (encore une fois sous sa forme originale), sorti en septembre 2009.
La chanson inclut une instrumentation de guitares, claviers, percussions et synthétiseur, les paroles traitent de l'imposture, de la méfiance et des cicatrices de l'enfance. Le clip vidéo, dirigé par James Foley, montre la première image d'une Madonna transformée, avec une présentation plus claire, des cheveux mi-longs blonds or et un maquillage subtil.
Sortie comme premier single de l'album en mars 1986, Live to Tell est un succès commercial. Elle devient la troisième chanson de Madonna à se situer à la première place du Billboard Hot 100, et le premier numéro un du Adult Contemporary Chart. Elle est généralement bien reçue par les critiques musicaux qui la réfèrent souvent comme meilleure ballade de sa carrière. La chanson fait face à la polémique quand Madonna l'interprète au Confessions Tour en portant la Sainte Couronne tandis qu'elle est suspendue à un énorme crucifix. La prestation au stade olympique de Rome est condamnée par l'ensemble des chefs religieux, notamment de l'Église catholique romaine, qui considèrent que c'est un acte d'hostilité envers la foi et un blasphème.

## Genèse et écriture
Après que Madonna a fini sa première tournée, The Virgin Tour, elle demande aux producteurs Patrick Leonard et Stephen Bray de lui écrire des chansons et de produire son troisième album, True Blue. Leonard écrit d'abord Live to Tell pour le film Fire With Fire de Paramount. Leonard dit : « Mes managers m'ont décrit l'homme qui réalisait le film, c'était son premier. J'ai vu quelques scènes du film et j'ai eu le script. J'ai composé une chanson thème et dit : « Pourrais-je donner la tâche à Madonna d'écrire les paroles de cette chanson ? » ».
Cependant, Paramount refuse la chanson, pensant que Leonard est incapable de créer une chanson pour le film. C'est de là qu'il décide de la montrer à Madonna. Elle décide de l'utiliser pour Comme un chien enragé, le nouveau film de son mari à l'époque, l'acteur Sean Penn. Elle fait une démo de la chanson, et le réalisateur, James Foley, après une écoute, demande à Leonard d'écrire la partition pour le film, comme suggéré par Madonna.
Leonard est en train de travailler avec Michael Jackson pour son album Bad, quand Penn le contacte chez Foley. Il apprend que Madonna lui a suggéré d'écrire la chanson pour le film At Close Range, et lui a aussi demandé d'interpréter Live To Tell car celle-ci a été écrite d'un point de vue masculin. Leonard prévoit initialement une voix masculine pour interpréter la chanson mais décide d'utiliser la version démo de Madonna comme voix principal avec, en fond, des percussions, rappelant plus tard qu'« elle était si innocente et si timide. Elle est aussi naïve, aussi brute, comme on peut et fait partie de ce qui lui donne tout son charme, ». En 1986, lors d'une interview, Madonna dit que la disposition sur la chanson est inspirée de différentes facettes de sa transformation et son désir de se concentrer sur quelque chose de différent.

## Composition
Live to Tell est une ballade pop, avec en fond, une instrumentation de claviers, de synthétiseur, de guitare funk et d'un mix de synthétiseurs et de vraies percussions. La chanson, écrite dans la tonalité de fa majeur est située dans une signature rythmique commune et a un tempo modéré de 112 pulsations par minute. Elle commence par une introduction instrumentale, interprétée par un synthétiseur avec une bass pedal située en ré mineur. Puis la clé change soudainement en relative majeure, fa.
La voix de Madonna chante de fa3 à sol4. Quand elle commence à chanter le premier couplet, la bass pedal change en do majeur et revient en fa durant le refrain puis en ré mineur à la fin de celui-ci. Ce processus est répété pour le deuxième couplet et le refrain, qui finit brusquement dans un silence, avec seulement le son faible et éteint du synthétiseur, en ré mineur. Puis Madonna commence à chanter la partie du pont « I'f I ran away, I'd never have the strength » entre les clés de ré et fa, fermant avec les répétitions du refrain jusqu'à ce que la chanson fasse un fondu.
Sur le plan des paroles, Live to Tell fait le portrait de la complexité de l'imposture et de la méfiance. La chanson parle aussi des cicatrices de l'enfance et a un ton extrêmement émotionnel. Selon Dave Marsh, auteur du livre The Heart of Rock & Soul, l'archétype de la chanson de Live to Tell est The Great Pretender de The Platters. Dans une interview sur la chanson, Madonna dit : « Je pensais aux relations avec mes parents et le mensonge qu'il y avait. La chanson dit d'être fort, et se demande si vous pouvez être fort et finalement survivant ».

## Accueil

### Critiques de la presse
Live to Tell est généralement bien reçue par les critiques musicaux. Dans une critique de True Blue, Stephen Thomas Erlewine de AllMusic la qualifie de « ballade formidable qui réécrit les règles de la musique contemporaine pour adultes ». Jim Farber d'Entertainment Weekly estime que la chanson est « sa meilleure ballade à ce jour ». Dans une critique de la compilation The Immaculate Collection, David Browne du même magazine trouve qu'il s'agit « d'un de ses rares succès pour être chanteuse de ballades ».

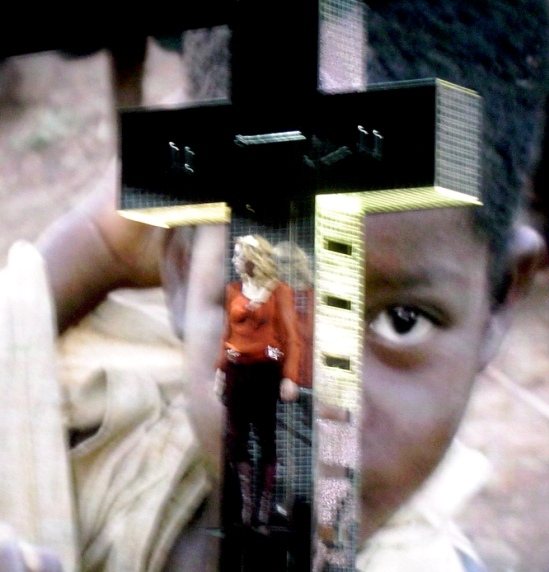
Madonna venant du crucifix où elle a chanté Live to Tell. L'écran du fond montre un enfant africain.

Tony Power de Blender dit que la chanson « est sa première ballade qui ne coule pas par ses tuyaux ordinaires ». Alfred Soto de Stylus Magazine trouve que « l'ensemble des paroles de la chanson reste de son mieux » et que sa voix « bouillonne avec une vie de blessures avec laquelle elle refuse néanmoins de communiquer ». Sal Cinquemani de Slant Magazine dit que la chanson est « frappante » en ajoutant que « cela réécrit les règles de ce qu'une chanson pop est censée ressembler ».
Adam Sexton, auteur de Desperately Seeking Madonna: In Search Of The Meaning Of The World's Most Famous Woman, pense que Live to Tell est le compagnon provocateur de Papa Don't Preach, le second single de l'album. Il ajoute que : « Madonna mesure convenablement la sécurité de garder le silence contre l'envie de se confier ». Sexton complimente également la production et dit que la musique en elle-même indique un anéantissement menacé, ce qui la rend encore plus attrayante.
Allan Metz et Carol Benson, auteurs de The Madonna Companion: Two Decades of Commentary, trouvent que la chanson étend les horizons musicaux de Madonna. Selon eux, Live to Tell est une piste fascinante où Madonna chante avec beaucoup de convictions. J. Randy Taraborrelli, auteur de Madonna: An Intimate Biography, est satisfait de la chanson, et la désigne comme une chanson importante pour Madonna. Erica Wexler de Spin, lors de sa critique de l'album True Blue, considère Live to Tell comme « une chanson sombre et morose, avec un mystère dramatique. Dance conte à l'eau de rose de l'innocence perdue, Madonna se confie très théâtralement dans un fatalisme perdu. Sa voix fragile se fait mal pour se rassurer et guérit quand elle chante « Will it grow cold ? The secret that I hide, Will I grow old ? » ».

### Résultats dans les classements
Live to Tell sort en mars 1986 aux États-Unis. Elle entre dans le Billboard Hot 100 à la 49e place le 12 avril 1986 et devient numéro un huit semaines plus tard, devenant le troisième numéro un de Madonna dans le pays et le second provenant d'un film après Crazy for You. La chanson a aussi du succès dans d'autres classements, en étant numéro un du Adult Contemporary pendant trois semaines et à la troisième place du Hot Dance Singles Sales. À la fin de l'année 1986, elle termine à la 35e position du classement annuel du Billboard. Au Canada, la chanson débute à la 79e position du classement RPM en avril 1986 et devient numéro pendant deux semaines en mai 1986 et reste dans le classement pendant vingt-trois semaines et finit à la seconde position du classement de fin d'année.
Au Royaume-Uni, Live to Tell sort le 21 avril 1986. La semaine suivante, la chanson est à la dixième place du UK Singles Chart, et grimpe jusqu'à la seconde position, restant treize semaines au total. Elle est certifiée disque d'argent par la British Phonographic Industry (BPI) en mai 1986. Selon l'Official Charts Company, la chanson s'est vendue à 280 000 exemplaires au Royaume-Uni. En Australie, la chanson atteint la septième place et la sixième en Nouvelle-Zélande,. En Europe, Live to Tell est première du classement Eurochart Hot 100 pendant deux semaines et en Italie,, atteint le top 10 en Belgique, France, Irlande, Norvège, Pays-Bas et Suisse,,,,,, et le top 20 en Allemagne et Suède,. La chanson arrive numéro un au Japon.
En France cette chanson entre au top 50 le 12 mai 1986. Il est classé 6ème le 7 juillet 1986.

## Clip vidéo
En 1986, Madonna joue dans le film Shanghai Surprise, où elle atténue son apparence, encore inspirée de Marilyn Monroe. Madonna tient le look du clip de Live to Tell. Son maquillage est pâle et subtil, ses cheveux mi-longs ondulés sont blond or et elle porte une robe florale de style 1930. Dans une interview avec le critique musical Stephen Holden du The New York Times, elle commente sa nouvelle apparence :

« Au bout d'un moment, je suis tombée malade de porter des tonnes de bijoux — Je voulais les effacer de moi. Je vois mon nouveau look comme très innocent et féminin et sans parures. Il me fait du bien. En grandissant, j'ai admiré le genre de belles femmes glamour — de Brigitte Bardot à Grace Kelly — qui ne semble pas se porter autour de beaucoup plus. Je pense qu'il est temps pour ce genre de glamour de revenir. Dans la musique pop, les gens n'ont généralement qu'une seule image de vous. Vous êtes catégorisé. Je suis contente de pouvoir changer de style et être acceptée. C'est ce qu'ils font dans les films, vous jouez un rôle, changez de personnage, de look et d'attitudes. Je pense que je fais ça pour m'amuser. »

En plus de Comme un chien enragé, Foley dirige aussi le vidéoclip. David Naylor et Sharon Oreck sont chargés de la production. La vidéo sert de campagne publicitaire pour le film, et inclut des scènes brèves du film qui indique le conflit que ressent le jeune homme dans le film — joué par Sean Penn —.
Les emplacements dans le film sont séparés visuellement par des plans de Madonna, qui chante dans un studio sombre. Contrairement à ses clips précédents, Madonna est le narrateur, qui commente l'histoire, apparaissant dans des plans complètement différents de la narration. Elle semble parler à la place du personnage, adressant ses problèmes directement, comme le refrain d'une tragédie classique.

## Interprétations en direct

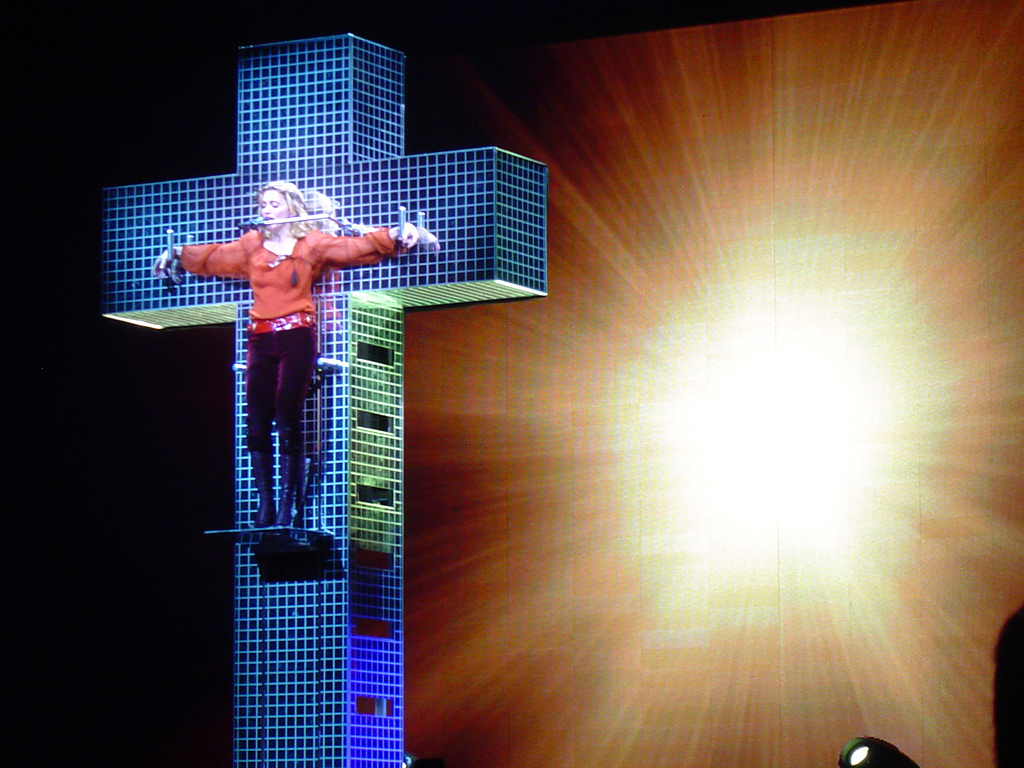
Madonna portant un chemisier rouge et est accrochée à une croix pour chanter Live to Tell lors du Confessions Tour.

Madonna interprète Live to Tell la première fois pour un concert de charité au Madison Square Garden pour collecter des fonds pour la recherche médicale pour le SIDA. Elle dédie la chanson à la mémoire de son ami, Michael Burgoyne. Depuis, elle l'a interprétée dans trois de ses tournées. En 1987, durant le Who's That Girl Tour, elle chante Live to Tell debout et immobile éclairée par un seul spot, portant un ensemble noir conçu par Marlene Stewart. Deux prestations différentes de la chanson sont incluses dans les vidéos Who's That Girl - Live in Japan, filmée à Tokyo le 22 juin 1987, et Ciao, Italia! – Live from Italy, filmée à Turin le 4 septembre 1987. Trois ans plus tard, lors du Blond Ambition Tour, Madonna évoque des images catholiques durant la prestation. Elle porte un caftan noir et un crucifix néon, en chantant sur un banc de confession, avec des colonnes romaines et une plate-forme de cierges au fond. Deux performances sont visibles dans les vidéos Blond Ambition - Japan Tour 90, filmée à Yokohama le 27 avril 1990, et Live! - Blond Ambition World Tour 90, filmée à Nice le 5 août 1990.
L'interprétation de Madonna est le sujet d'une polémique en 2006 durant le Confessions Tour. Elle est élevée du sol pour être accrochée à une croix portant un chemisier rouge et un pantalon de velours, avec une Sainte Couronne sur la tête. Durant la prestation, le nombre 12 000 000 est inscrit au-dessus d'elle sur l'écran au fond de la scène, avec des images d'enfants africains. L'objectif est d'informer le nombre d'enfants orphelins à cause de la pandémie du SIDA en Afrique,.
À Düsseldorf, des procureurs allemands menacent de la poursuivre en justice pour blasphème, et l'évêque protestante Margot Käßmann dit que « peut-être que le seul moyen d'attirer l'attention pour une star planétaire vieillissante est d'offenser les sentiments religieux des gens ». L'Église orthodoxe de Russie et la Fédération de la communauté juive de Russie décrit la performance de Madonna comme immorale, et exhorte tous les membres à faire le boycott de son prochain concert à Moscou. L'interprétation au stade olympique de Rome - situé seulement à quelques kilomètres au nord du Vatican - est condamnée par des dignitaires de l'Église catholique romaine comme étant un acte d'hostilité. Le cardinal italien Ersilio Tonini qualifie le concert de « défi blasphématoire pour la foi » et une « profanation de la croix », traitant également Madonna d'excommuniée. Le révérend Manfredo Leone décrit le concert comme « irrespectueux, de mauvais goût et provocant ».
Des chefs religieux musulmans et juifs critiquent également l'interprétation. Mario Scialojia, à la tête de la ligue musulmane d'Italie, commente : « Je pense que son idée est du plus mauvais goût et elle ferait mieux de rentrer chez elle ». Riccardo Pacifici, porte-parole de la communauté juive de Rome, dit que « c'est un acte irrespectueux, et faire ça à Rome est encore pire ». Madonna sort une déclaration sur la controverse :

« Je suis très contente que mon spectacle ait bien été reçu partout dans le monde. Mais il semble y avoir beaucoup de mauvaises interprétations à propos de mon apparition sur la croix et je voulais m'expliquer une fois pour toutes.
 Il y a une partie de mon spectacle où trois de mes danseurs 'se confessent' et partagent des expériences atroces de leur enfance qu'ils ont finalement surmontées. Ma 'confession' suit et prend place sur un crucifix d'où je descends à la fin. Ce n'est pas une moquerie de l'église. Ce n'est pas différent qu'une personne portant une croix ou 'utilisant la croix' comme le dit la Bible. Ma prestation est en aucun cas anti-chrétienne, profane ou blasphématoire. Au contraire, c'est mon appel au public pour encourager l'humanité à s'entraider et à voir le monde comme un ensemble. Je crois dans mon cœur que si Jésus était vivant aujourd'hui, il ferait la même chose.
 Mon intention spécifique est d'apporter l'attention aux millions d'enfants en Afrique qui meurent chaque jour, et vivent sans soin, sans médecin et sans espoir. Je demande aux gens d'ouvrir leur cœur et de s'impliquer dans toutes les manières possibles qu'ils puissent. La chanson finit par une citation de l'Évangile selon Matthieu : « J'ai eu faim et vous m'avez donné à manger. J'étais nu et vous m'avez donné des vêtements. J'étais malade et vous avez pris soin de moi » et Dieu répondit : « Quoi que vous avez fait aux moindre de mes frères... vous l'avez fait pour moi ».
 S'il vous plaît, ne jugez pas sans avoir vu mon spectacle. »

## Reprises
Live to Tell a été reprise par de nombreux artistes. En 1992, le guitariste américain Bill Frisell reprend la chanson pour son quatrième album Have a Little Faith. En 1998, Blonde Ambition sort un single dance de la chanson avec 6 remixes différents Hi-NRG. La chanteuse italienne Lucrezia réalise une version dance remixée par David Morales. Elle atteint la seconde du Billboard Hot Dance Club Play pendant deux semaines et est incluse dans l'album anglais : Logic Pride, Vol. 4. La chanteuse jazz canadienne Carol Welsman reprend la chanson pour son album éponyme en 2007.
Le groupe new wave Berlin reprend le titre en 1999 pour l'album Virgin Voices: A Tribute to Madonna, Vol.1. Dans une interview avec CNN, la chanteuse principale Terri Nunn dit qu'un hommage est nécessaire car « elle a influencé beaucoup de monde » et ajoute que Live to Tell est la seule chanson de Madonna qu'elle voudrait toucher.
D'autres reprises de la chanson pour des albums hommages sont réalisées par Semi Moore en 2000 pour l'album The Material Girl: A Tribute to Madonna, une version instrumentale en 2002 pour l'album The String Quartet Tribute to Madonna, une version folk en 2007 par Winter Flowerson pour l'album Through the Wilderness et une version Hi-NRG par Melissa Totten en 2008 pour l'alum Forever Madonna.

## Versions
- Single 45 tours [60]

1. Live to Tell (Edit) – 4:37
2. Live to Tell (Instrumental) – 5:49

- Single Maxi 45 tours/ Ré-édition CD Single Allemagne [61],[62]

1. Live to Tell (Version LP) – 5:49
2. Live to Tell (Edit) – 4:37
3. Live to Tell (Instrumental) – 5:49

## Crédits
- Madonna : paroles, production, chant
- Bruce Gaitsch : guitare
- Patrick Leonard : programmation des percussions, claviers, paroles, production
- Johnathan Moffett : percussions
- Michael Verdick : prise de son & mixage

Source

## Classements, certifications et successions à la première place
| Pays                               | Meilleure Position |
| ---------------------------------- | ------------------ |
| Allemagne                          | 12                 |
| Australie                          | 7                  |
| Belgique                           | 4                  |
| Canada                             | 1                  |
| Europe                             | 1                  |
| France                             | 6                  |
| Irlande                            | 2                  |
| Italie                             | 1                  |
| Japon                              | 41                 |
| Norvège                            | 2                  |
| Nouvelle-Zélande                   | 6                  |
| Pays-Bas                           | 3                  |
| Royaume-Uni                        | 2                  |
| Suède                              | 11                 |
| Suisse                             | 4                  |
| États-Unis Billboard Hot 100       | 1                  |
| États-Unis Hot Adult Contemporary  | 1                  |
| États-Unis Hot Dance Singles Sales | 3                  |

| Pays (1986)                              | Meilleure position |
| ---------------------------------------- | ------------------ |
| Canada                                   | 2                  |
| Italie                                   | 5                  |
| Pays-Bas                                 | 22                 |
| Suisse                                   | 11                 |
| États-Unis                               | 35                 |
| États-Unis Hot Adult Contemporary Tracks | 12                 |
| États-Unis Hot Dance Music/Club Play     | 37                 |

| Pays        | Certification |
| ----------- | ------------- |
| France      | Argent        |
| Royaume-Uni | Argent        |

## Compléments